# Iwan Matwejewitsch Tolstoi

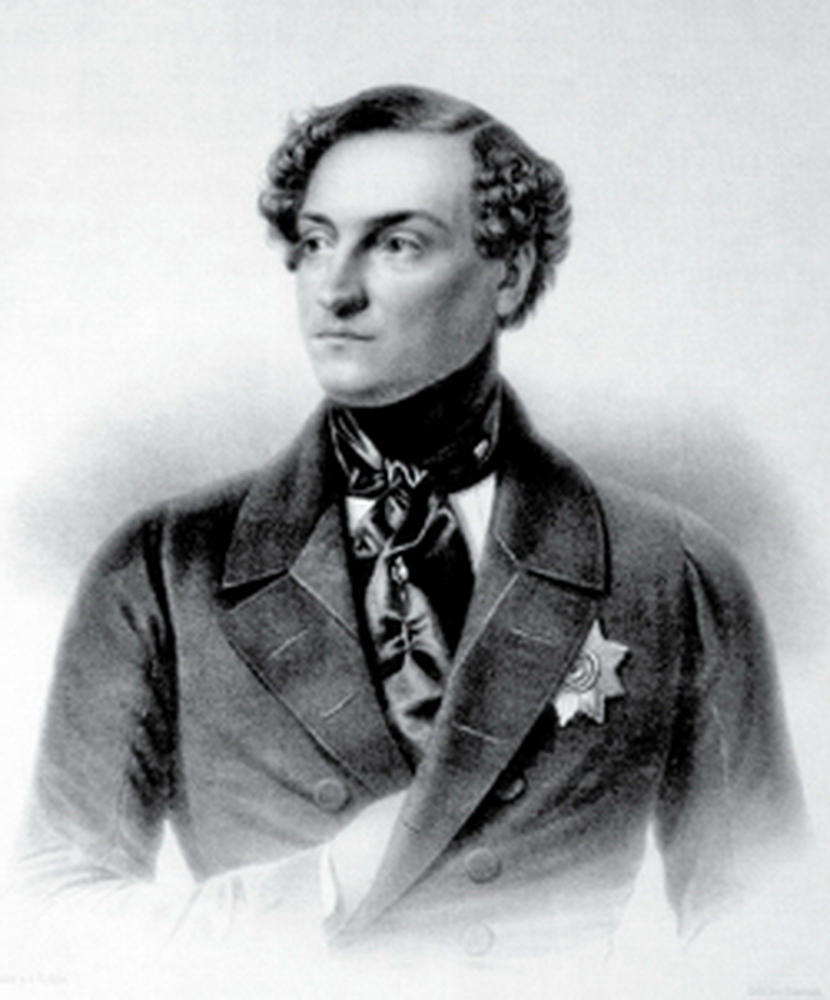
Iwan Matwejewitsch Tolstoi

Iwan Matwejewitsch Tolstoi (russisch Иван Матвеевич Толстой; * 29. Märzjul. / 10. April 1806greg.; † 21. Septemberjul. / 3. Oktober 1867greg. in St. Petersburg) war ein russischer Diplomat und Postminister.

## Leben
Tolstoi war der Sohn Matwei Fjodorowitsch Tolstois (1772–1815) und seiner Frau Praskowja Michailowna Golenischtschewa-Kutusowa (1777–1844), Tochter des Generals Fürst Michail Kutusow.
Tolstoi begann 1822 seinen Dienst im Amt für auswärtige Angelegenheiten. 1834 wurde er zum Kammerherrn ernannt. 1838 begleitete er Kronprinz Alexander II. auf seiner Auslandsreise. 1839 wurde er Stallmeister. 1849 übernahm er die Leitung des kronprinzlichen Hofstaats und 1855 die des allerhöchsten Hofstaats.
1856 wurde Tolstoi als Oberhofmeister Senator und Vizeminister für auswärtige Angelegenheiten. 1861 wurde er Mitglied des Staatsrats. 1863 wurde er Direktor des Post-Departements des Innenministeriums als Nachfolger Fjodor Prjanischnikows. 1865 wurde er schließlich Minister für Post und Telegrafie und blieb es bis zu seinem Tode. 1866 erhielt er den Grafentitel. Eine Verschmelzung der Post- und Telegrafendienste gelang ihm noch nicht (dies geschah erst 1884 unter der Regierung Alexanders III., was dann durch Blitz und Posthorn auf den russischen Briefmarken angezeigt wurde). Tolstois Nachfolger als Minister für Post und Telegrafie war Alexander Timaschew.
Tolstoi war ein talentierter Sänger. In den 1830er Jahren hatte er in Paris viel mit Henriette Sontag gesungen. Tolstoi hatte 1844 Jelisaweta Wassiljewna Tulinowa (1826–1870), Tochter des Woronescher Adelsmarschalls Wassili Wassiljewitsch Tulinow, geheiratet, mit der er vier Kinder hatte. Iwan Iwanowitsch wurde Minister, Numismatiker und Archäologe, während Dmitri Iwanowitsch der letzte Direktor der kaiserlichen Eremitage wurde. Tolstois Brüder waren der General und Direktor des Tschesmensker Palais Nikolai Matwejewitsch Tolstoi und der Musikkritiker und Komponist Theophil Matwejewitsch Tolstoi.
Tolstoi wurde auf dem St. Petersburger Nowodewitschi-Friedhof begraben.

## Ehrungen
- Alexander-Newski-Orden
- Kaiserlich-Königlicher Orden vom Weißen Adler
- Orden des Heiligen Wladimir
- Russischer Orden der Heiligen Anna
- russischer Sankt-Stanislaus-Orden